# Набил Фекир
Набил Фекир (на арабски: نبيل فقير) е френски футболист от алжирски произход, атакуващ полузащитник. От 2017 г. е капитан на Олимпик Лион. През юли 2019 става футболист на Реал Бетис. Има 25 мача и 2 гола за националния отбор на Франция. Най-добър млад футболист на Лига 1 за 2015 г.

## Клубна кариера
Юноша на Олимпик Лион, като постъпва в академията на 12-годишна възраст. 2 години по-късно обаче е освободен като безперспективен, тъй като не е достатъчно здрав физически. Продължава в школата на АС Сен Прийст. През 2011 г. Фекир се връща в Лион и започва да играе за втория тим на „хлапетата“.
През лятото на 2013 г. за първи път е включен в групата на тима за мача от квалификациите на Шампионската лига срещу Грасхопърс, но не влиза в игра. Първия си мач записва на 28 август 2013 г. срещу Реал Сосиедад, като Лион побеждава с 2:0. На 27 април 2014 г. вкарва първия си гол за тима в двубой със СК Бастия, спечелен с 4:1. Халфът асистира на Александър Лаказет и Бакари Коне за още две от попаденията. През сезона записва 17 срещи във всички турнири.
През сезон 2014/15 успява да стане жизненоважна част от Лион, като вкарва 13 попадения в 34 срещи. След края на сезона Фекир е избран за най-добър млад футболист в шампионата и попада в идеалния тим на Лига 1. На 29 август 2015 г. отбелязва първия си хеттрик, който идва във вратата на Каен. След тежка травма на коляното обаче плеймейкърът пропуска почти целия сезон, лимитирайки участията си до 9 срещи. През сезон 2016/17 е в основата на силната европейска кампания на Лион, като отборът достига 1/2-финалите в Лига Европа.
През лятото на 2017 г., след напускането на Максим Гоналонс, е избран за капитан на отбора. През октомври 2017 г. е избран за играч на месеца в Лига 1.
На 23 юли 2019 е закупен от испанския отбор Реал Бетис за сумата от 19,75 милиона евро. Дебютира като титуляр в мач срещу Реал Валядолид, загубен с 2:1, в сблъсък от шампионата на Испания на 18 август 2019. Първия си гол за севилци отбелязва на 25 август 2019 в мач с гранда Барселона, загубен с 5:2.

## Национален отбор
През март 2015 г. е повикан в националния отбор на Алжир за двубоите с Катар и Оман, но отказва, тъй като избира да играе за Франция. Дебютира за „петлите“ на 26 март 2015 г., появявайки се като резерва на мястото на Антоан Гризман в среща с Бразилия. На 7 юни 2015 г. вкарва първия си гол за Франция в двубой с Белгия. На 4 септември 2015 г. за първи път е титуляр с националната фланелка срещу Португалия, но получава тежка контузия на коляното, която го вади от терените. Фекир пропуска Евро 2016, но се завръща в състава за квалификациите за Мондиал 2018.

## Успехи
- Най-добър млад футболист в Лига 1 – 2015
- В идеалния отбор на Лига 1 – 2014/15
- Футболист на месеца в Лига 1 – октомври 2017

## Статистика
| Клуб         | Сезон   | Лига    | Лига   | Лига   | Купа   | Купа   | Купа на Лигата | Купа на Лигата | Евротурнири1 | Евротурнири1 | Други2 | Други2 | Общо   |        |
| Клуб         | Сезон   | Дивизия | Мачове | Голове | Мачове | Голове | Мачове         | Голове         | Мачове       | Голове       | Мачове | Голове | Мачове | Голове |
| ------------ | ------- | ------- | ------ | ------ | ------ | ------ | -------------- | -------------- | ------------ | ------------ | ------ | ------ | ------ | ------ |
| Олимпик Лион | 2013–14 | Лига 1  | 11     | 1      | 0      | 0      | 2              | 0              | 4            | 0            | —      | —      | 17     | 1      |
| Олимпик Лион | 2014–15 | Лига 1  | 34     | 13     | 2      | 2      | 1              | 0              | 2            | 0            | —      | —      | 39     | 15     |
| Олимпик Лион | 2015–16 | Лига 1  | 9      | 4      | 0      | 0      | 0              | 0              | 0            | 0            | —      | —      | 9      | 4      |
| Олимпик Лион | 2016–17 | Лига 1  | 32     | 9      | 2      | 1      | 1              | 0              | 13           | 4            | 1      | 0      | 49     | 14     |
| Олимпик Лион | 2017–18 | Лига 1  | 24     | 16     | 2      | 2      | 0              | 0              | 8            | 3            | —      | —      | 34     | 21     |
| Общо         | Общо    | Общо    | 110    | 43     | 6      | 5      | 4              | 0              | 27           | 7            | 1      | 0      | 148    | 55     |

1Шампионска лига и Лига Европа.
2Суперкупа на Франция.